# 974
Cette page concerne l'année 974  du calendrier julien.
Pour le département français de numéro 974, voir La Réunion.
L'année 974 est une année commune qui commence un jeudi.

## Événements
- Avril : échec de l'attaque du Caire par les troupes qarmates dirigées par al-A'sam[1].
- 18 juin : les Fatimides prennent Damas[2].
- 5 août : le calife ‘abbasside Al-Muti abdique en faveur de son fils At-Ta'i, qui règne sous la tutelle des Buyides (fin en 991)[3].
- 6 octobre : campagne des Song contre les Tang du Sud (fin le 5 janvier 976)[4].
- 12 octobre : empereur byzantin Jean Ier Tzimiskès prend Nisibe au cours d'une campagne de reconquête de l'Asie Mineure. Il conclut avec l’émir hamdanide de Mossoul un traité par lequel celui-ci se reconnait vassal de l’Empire[5].

### Europe
- Janvier : Otton II reprend la forteresse de Boussoit à Lambert Ier de Louvain et Régnier IV de Mons qui avaient envahi le comté de Hainaut. Ils sont exilés et se réfugient en Francie occidentale (974-976)[6]
- Mars[7] : le patriarche de Constantinople Basile le Scamandrien, accusé de complot contre l'empereur Jean Tzimiskès, refuse de comparaitre devant le tribunal impérial. Il est exilé, déposé et remplacé par le syncelle Antoine III Studite[5].
- 12 avril : Henri II de Bavière, venu célébrer Pâques auprès de son neveu Otton II, est fait prisonnier. Il est enfermé à Ingelheim où il reste jusqu'au printemps 976[8].
- Juin : 
  - Une insurrection conduite par Crescentius installe sur le trône pontifical un certain Francon, qui prend le nom de Boniface VII, pendant que Benoît VI est jeté dans un cachot du château Saint-Ange[9].
  - Le prince de Salerne Gisolf Ier, renversé par une conjuration est rétabli par le prince de Capoue et de Bénévent Pandulf Tête de Fer[10].
- Automne : expédition de l’empereur Otton II contre les Danois[8].
- Octobre[11] : Benoît VI est étranglé sur ordre de l’antipape Boniface VII (Francon), qui s’enfuit à Constantinople avec le trésor du Vatican après l’intervention du comte Sicco, missus d’Otton II[9],[12].
- 9 décembre : Benoît VII, évêque de Sutri, de la famille des ducs de Tusculum, est élu pape[11]. Il  anathématise l'antipape Boniface VII, puis aidé d’Otton II, calme l’agitation féodale en Italie.

- Tremblement de terre en Angleterre[13].
- Réforme monastique de l'abbaye de Saint-Thierry effectuée par Adalbéron de Reims, qui remplace les chanoines par des moines bénédictins[14].